# Бричани (Дондушенський район)
Бричани (рум. Briceni) — село в Молдові в Дондушенському районі. Утворює окрему комуну. 
| Молдова | Це незавершена стаття з географії Молдови. Ви можете допомогти проєкту, виправивши або дописавши її. |

1. ↑  Перепис населення Молдови (2014) — 2017.